# Arthur Tyler
Arthur Walter „Art” Tyler (ur. 26 lipca 1915 w Utica, zm. 23 sierpnia 2008 w Henderson) – amerykański bobsleista, brązowy medalista igrzysk olimpijskich i czterokrotny medalista mistrzostw świata.

## Kariera
Pierwszy sukces w karierze Arthur Tyler osiągnął w 1956 roku, kiedy wspólnie z Williamem Dodge’em, Charlesem Butlerem i Jamesem Lamym zajął trzecie miejsce w czwórkach podczas igrzysk olimpijskich w Cortinie d’Ampezzo. Rok później, na mistrzostwach świata w St. Moritz, reprezentacja USA w składzie: Arthur Tyler, John Cole, Robert Hagemes i Charles Butler zdobyła kolejny brązowy medal, a Tyler i Butler wywalczyli też srebro w dwójkach. Ostatnie sukcesy osiągnął podczas mistrzostw świata w St. Moritz w 1959 roku, gdzie razem z Butlerem, Garym Sheffieldem i Parkerem Voorisem zwyciężył w czwórkach, a w parze z Butlerem był też trzeci w dwójkach.